# Хатфилд (Хартфордшир)
Хатфилд (англ. Hatfield) — город и община в Хартфордшире, Англия, в районе Уэлин-Хатфилд. Его население было 29 616 человек в 2001 году саксонского происхождения. Усадьба Хэтфилд-хаус, дом маркиза Солсбери — ядро старого города. С 1930-х годов, когда открыли завод De Havilland, до 1990-х годов, когда был закрыт завод British Aerospace, Хатфилд был связан с проектированием и производством самолетов, чем занималось большинство жителей. Хатфилд был одним из городов, построенных по британскому закону 1946 года «О новых городах» вокруг Лондона, и его архитектура выполнена в интернациональном стиле. В городе находится университет Хартфордшира. Хатфилд расположен в 20 милях к северу от Лондона. Поезд курсирует непосредственно от Кингс-кросс, вокзала Хатфилда, дорога занимает приблизительно 20 минут.